# Couleurs sur Paris
Pour le maxi 45t de 1981, voir Oberkampf (groupe).
Albums de Nouvelle Vague
3
(2009)
Couleurs sur Paris est le quatrième album de Nouvelle Vague sorti le 16 novembre 2010.

## Liste des titres
| N° | Titre                       | Interprètes                           | Artiste original  | Durée |
| -- | --------------------------- | ------------------------------------- | ----------------- | ----- |
| 1  | Voilà les anges             | Cœur de Pirate                        | Gamine            | 3:36  |
| 2  | L'Aventurier                | Helena Noguerra et Louis Ronan Choisy | Indochine         | 4:22  |
| 3  | Week-end à Rome             | Vanessa Paradis et Étienne Daho       | Étienne Daho      | 4:39  |
| 4  | Putain Putain               | Camille                               | TC Matic          | 3:10  |
| 5  | Marcia Baïla                | Adrienne Pauly                        | Les Rita Mitsouko | 4:18  |
| 6  | Anne cherchait l'amour      | Julien Doré                           | Elli et Jacno     | 3:47  |
| 7  | Ophélie                     | Yelle                                 | Jad Wio           | 3:28  |
| 8  | So Young But So Cold        | Charlie Winston                       | Kas Product       | 3:25  |
| 9  | Sandy Sandy                 | Soko                                  | Dogs              | 2:44  |
| 10 | Mala Vida                   | Olivia Ruiz                           | La Mano Negra     | 3:39  |
| 11 | Où veux-tu qu'je r'garde ?  | Emily Loizeau                         | Noir Désir        | 3:45  |
| 12 | Amoureux solitaires         | Hugh Coltman                          | Lio               | 2:10  |
| 13 | 2 People in a Room          | Cocoon                                | Stephan Eicher    | 3:29  |
| 14 | Sur ma mob                  | Mareva Galanter                       | Lili Drop         | 4:30  |
| 15 | Déréglée                    | Mélanie Pain                          | Marie France      | 2:37  |
| 16 | Je suis déjà parti          | Coralie Clément                       | Taxi Girl         | 4:11  |
| 17 | Oublions L'Amérique (Bonus) | Nadeah Miranda                        | Wunderbach        | 3:30  |
| 18 | Les ailes de verre (Bonus)  | Jeanne Cherhal                        | Marc Seberg       | 4:52  |